# Osumilita-(Mg)
L'osumilita-(Mg) és un mineral de la classe dels silicats, que pertany al grup de l'osumilita. Rep el nom per la seva relació amb l'osumilita.

## Característiques
L'osumilita-(Mg) és un silicat de fórmula química KMg₂Al₃(Al₂Si10)O30. Cristal·litza en el sistema hexagonal. La seva duresa a l'escala de Mohs es troba entre 5 i 6. És l'anàleg amb magnesi de l'osumilita.
Els minerals anàlegs de l'osumilita amb Mg dominant (en el lloc octaèdric) han estat descrits diverses vegades, però publicats sense l'aprovació de la CNMNC. El mineral va ser finalment aprovat com una espècie vàlida per l'IMA el 2011, a partir d'una investigació completa d'un espècimen tipus de Bellerberg, Eifel.
Segons la classificació de Nickel-Strunz, l'osumilita-(Mg) pertany a «09.CM - Ciclosilicats, amb dobles enllaços de 6 [Si₆O18]12- (sechser-Doppelringe)» juntament amb els següents minerals: armenita, brannockita, chayesita, darapiosita, eifelita, merrihueïta, milarita, osumilita, poudretteïta, roedderita, sogdianita, sugilita, yagiïta, berezanskita, dusmatovita, shibkovita, almarudita, trattnerita, oftedalita i faizievita.

## Formació i jaciments
Va ser descoberta a la pedrera Caspar del volcà Bellerberg, a la localitat d'Ettringen, a Eifel (Renània-Palatinat, Alemanya). Tot i no tractar-se d'una espècie gens habitual, ha estat descrita en jaciments de tots els continents del planeta.